# 圣樊尚-德保罗 (朗德省)
圣樊尚-德保罗（法語：Saint-Vincent-de-Paul）是法国朗德省的一个市镇，属于达克斯区和达克斯第一县（Dax-1）。该市镇总面积32.37平方公里，2009年时的人口为2970人。

## 人口
圣樊尚-德保罗人口变化图示